# Lou Scheper-Berkenkamp
Lou Scheper-Berkenkamp (15. května 1901 Wesel – 11. dubna 1976 Berlín), rodným jménem Hermine Luise Berkenkamp, byla německá malířka a designérka.

## život
Lou Scheper-Berkenkamp se narodil 15. května 1901 dcera Adalbert Berkenkamp (1868-1947) a jeho manželce Lauře Johanna Katharině Darmstädterové (1872-1956). Měla dva bratry Alfreda (1896-1917) a Waltera (1910-1994). Její otec byl spolu se svým bratrem její strýc Heinrich vedoucími továrny na Tapeta v Wesel. Dědeček Heinrich Berkenkamp založil společnost v roce 1865.

## Škola a její objev
Vystudovala základní školu a poté navštěvovala střední školu čtyři roky. Lou také navštěvoval Victoria School v Essen, dívčí vysokou školu s pokročilým vyučováním. Její talent na barvu a malbu objevila učitelka umění Margarete Schall (1896-1939).
 „Na promoce 4. března 1920 byla pozitivně uznána její významná nadání pro literární a umělecké problémy. Potvrzují se také její„ velmi dobré úspěchy v němčině a kreslení.“ 
 DĚTSKÁ A MLÁDEŽNÁ LITERATURA • LEXIKON •

## Období Bauhausu

Barevný kruh po Johannes Itten (1961)

Po ukončení střední školy v roce 1920 imatrikulovala v Bauhausu ve Výmaru a navštěvovala vyučování u Johannese Ittena, Paula Kleeho, Lyonel Feininger, a George Mucheho. Poté, co absolvovala povinný přípravný kurz, začala chodila dílny nástěnné malby. V roce 1922 opustil Lou Berkenkamp Bauhaus s Hinnerk Scheperem (1897–1957), spolužákem Bauhaus, a oženil se s ním 24. prosince téhož roku. Lou Scheper-Berkenkamp žila se svými rodiči ve Weselu v prvních letech svého manželství se svým synem Janem Gisbertem, narozeným v listopadu 1923. Během této doby byly vytvořeny první kresby a ilustrovaná obrazová písmena. Hinnerk Scheper mezitím pracoval jako návrhář barev na různých místech. V roce 1925 byl jmenován mistrem nástěnné malby v Bauhausu v Dessau. Jejich dcera Britta se narodila v Dessau v roce 1926. Po odchodu George Mucheho mistra řezbářství v Bauhausu, 1927 na Berlina , v roce uvolnil se dvojdomek, na terén Bauhaus, a rodina Scheperů se tam mohla nastěhovat. Lou Scheper-Berkenkamp pracoval - ne imatrikulovala - ve scénické dílně Bauhaus pod vedením Oskara Schlemmera. Lou podpořil důležitou oblast Schlemmerovy práce vývojem kostýmů, choreografií, kulis a loutek pro „Triadisches Ballett“ (poprvé vystupoval ve Stuttgartu v roce 1922, dále rozvíjel Oakar1926 s hudbou Paul Hindemith). Mimo jiné navrhovala a režírovala kostýmy a pozadí pro kusy „Ojdar“ a „Zirkus“. Od roku 1927 do roku 1929 se účastnila kolektivních výstav v Bauhausu.

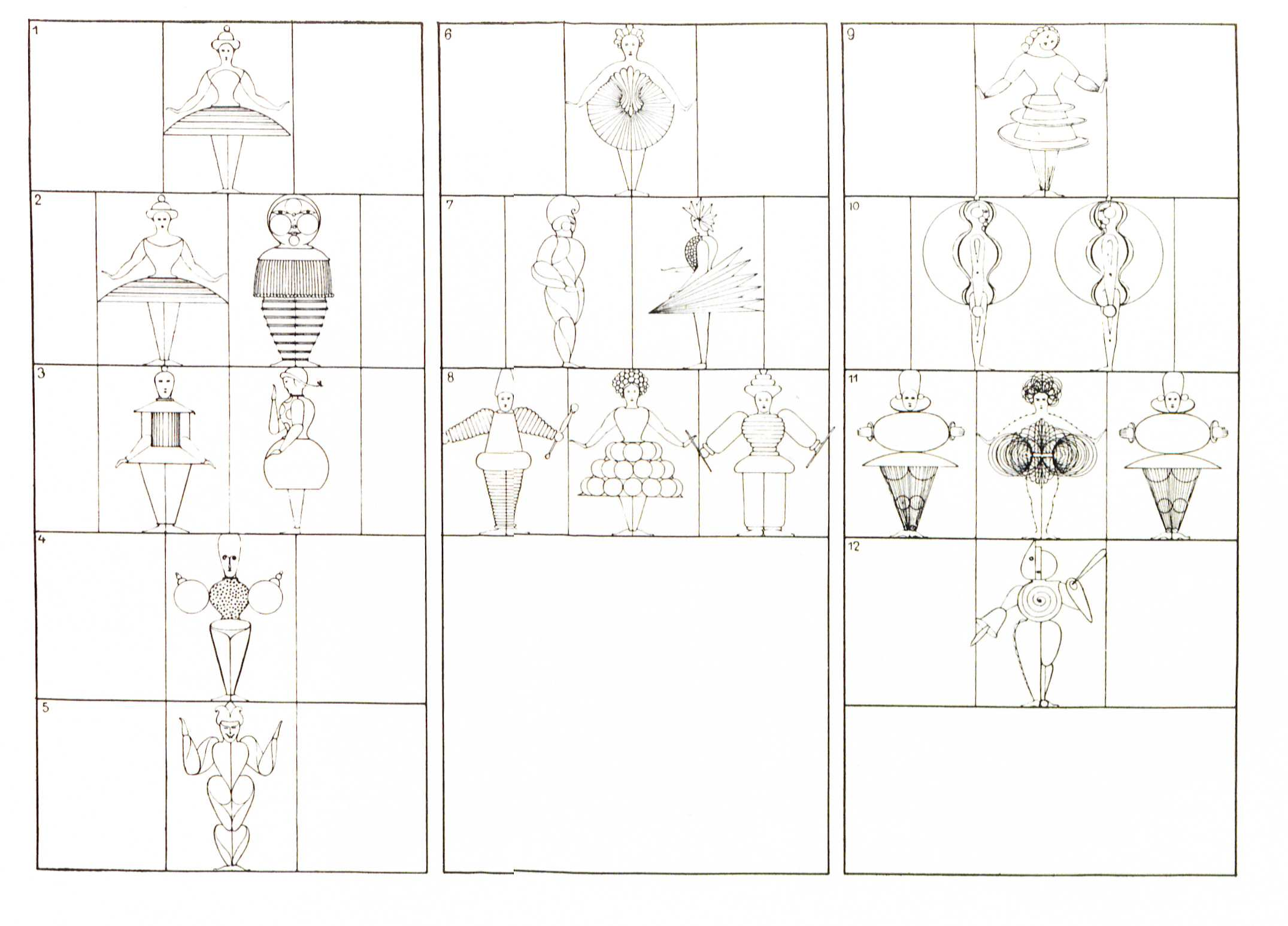
Triadický baletc choreografický
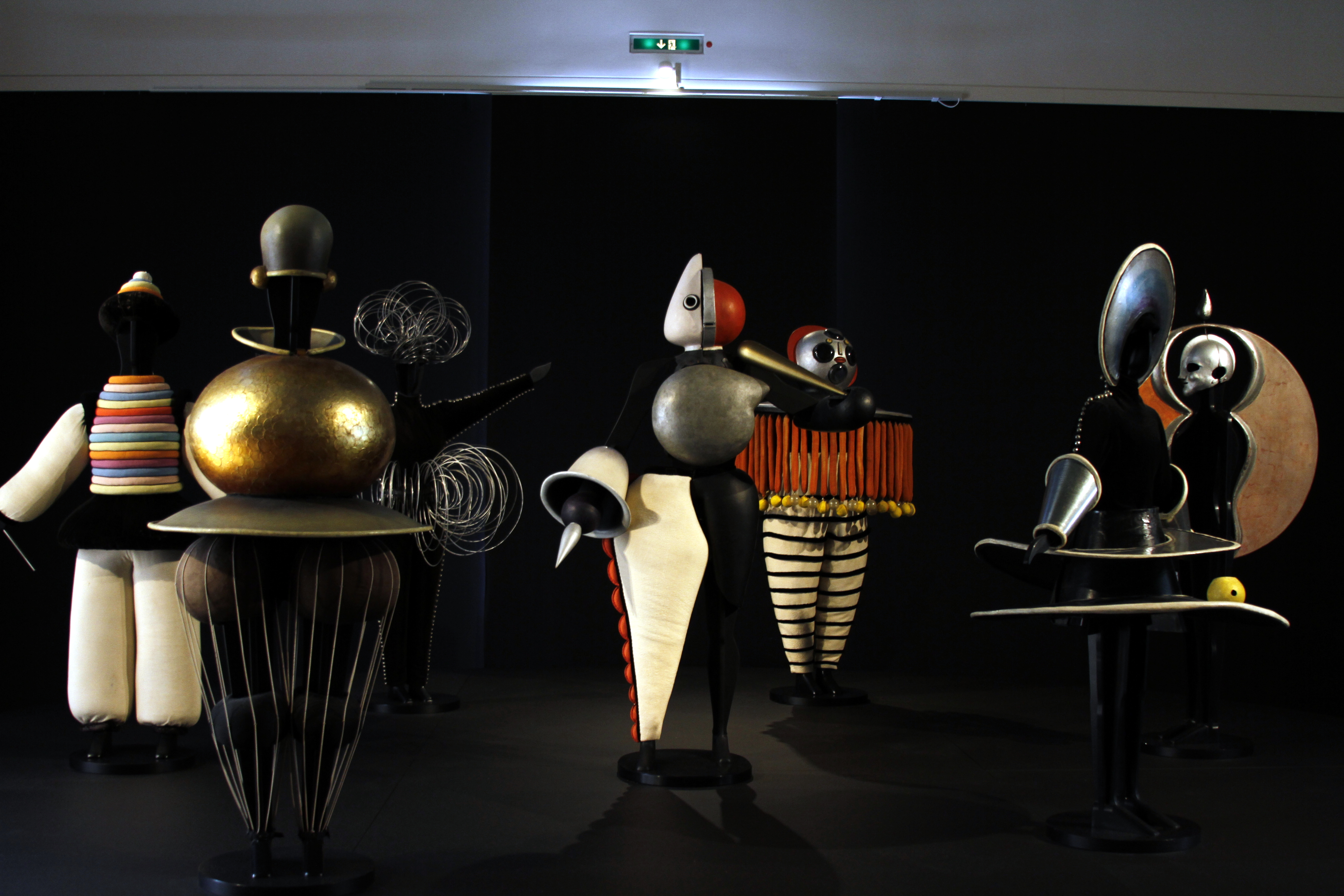
Figurky triadického baletu ve Státní galerii Stuttgart

## Čas v Moskvě

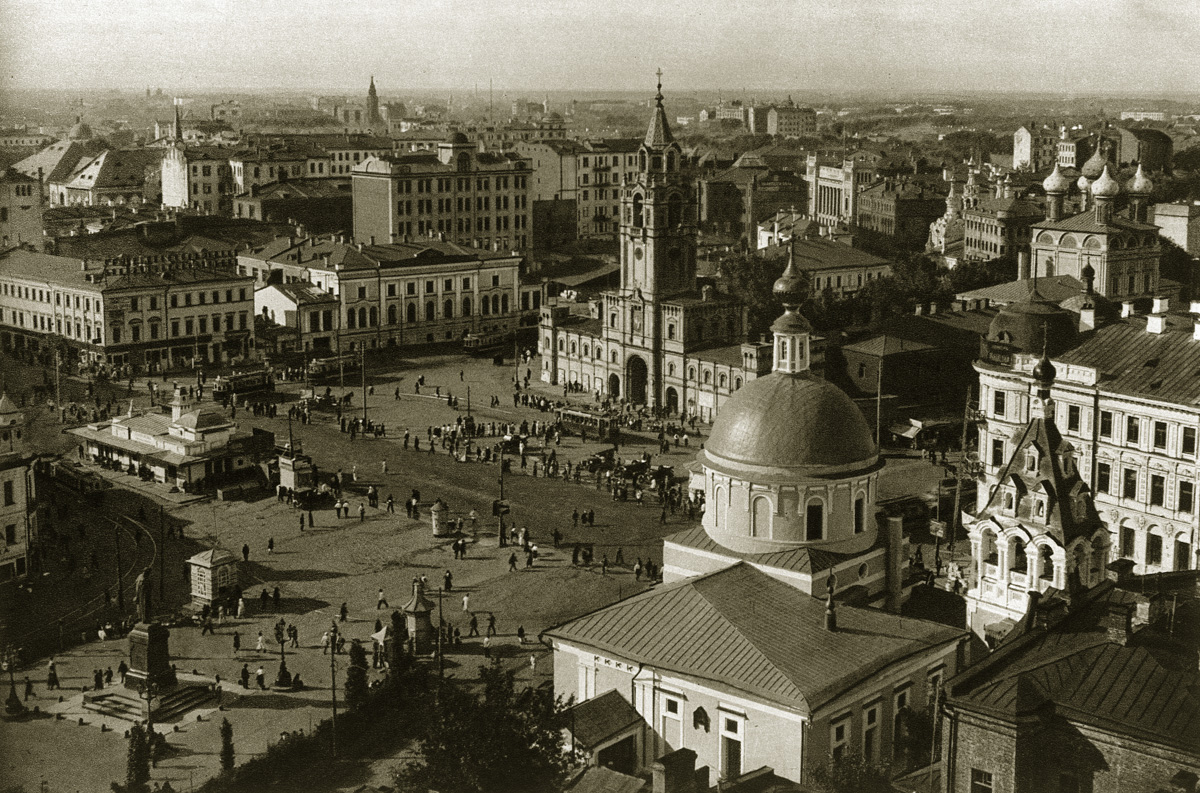
Pushkin Square 1920

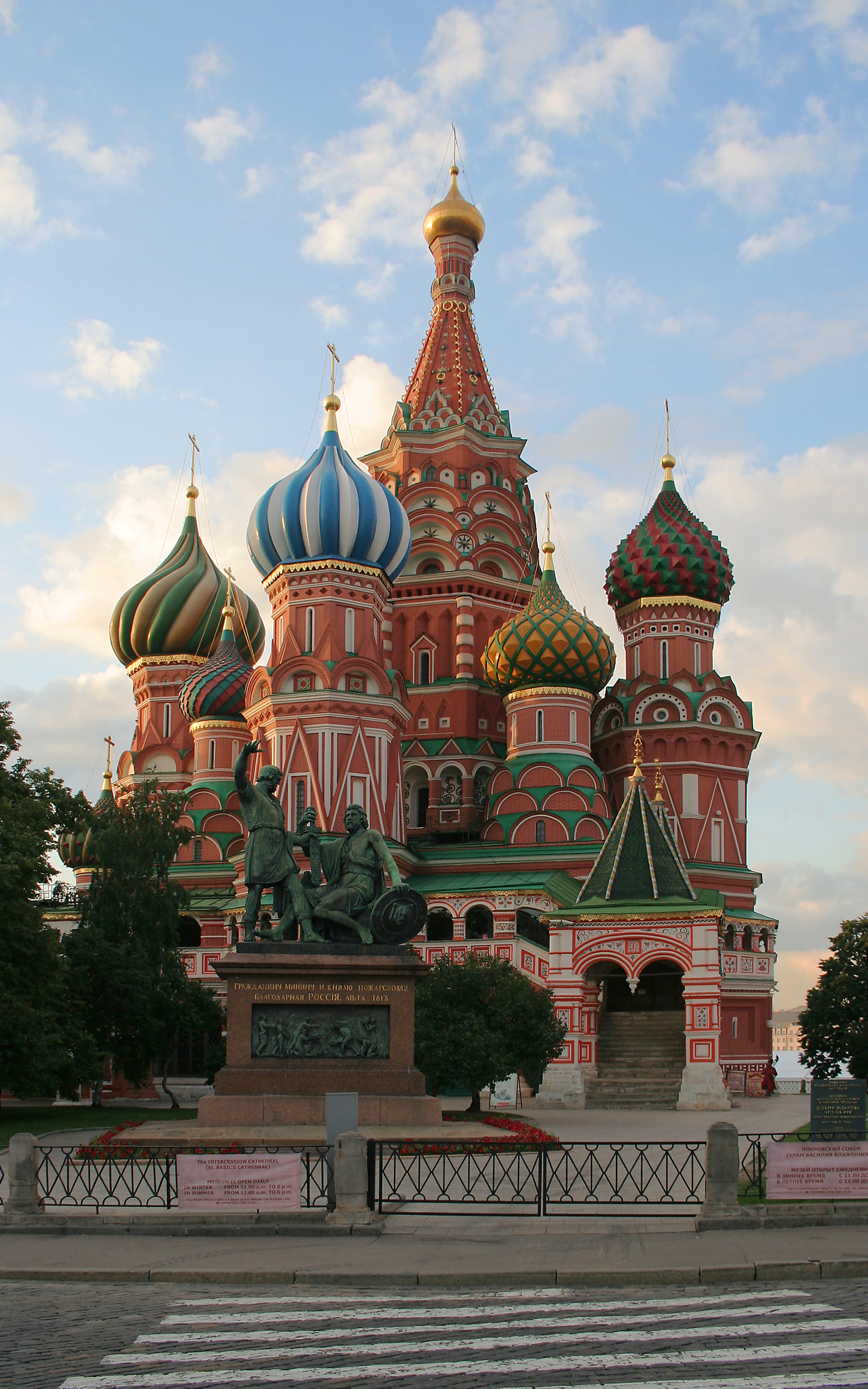
St. Basil Kathedrale

Od července 1929 do srpna 1930 se Scheper zavolali do Moskvy. Hinnerk Scheper, jako specialista na barevný design, měl zřídit „poradenské centrum pro barvy v architektuře a městské panoráma“ (v ruštině Maljarstroj) pro celý [Sovětský svaz]. Společně pracovali na barevných plánech. Během této doby Lou Scheper-Berkenkamp psal články pro německý týdeník „Moskauer Rundschau“.
Ve svých příspěvcích uměleckou rukou a sociální kritikou zachytila každodenní život lidí ve velkém městě. Ve službách svého manžela nezveřejňovala své vlastní práce v Moskvě a podporovala Hinnerka organizačními problémy. Inspirovány postavami triadického baletu byly přidány koláže kruhů základních tvarů, trojúhelníku a čtverce. Se svým abstraktním dílem kritizovala standardizaci architektury a sovětské občany. Malovala Moskevský pouliční život inkoustem a neprůhlednými barvami. Takto byly vytvořeny ironické návrhy textů a dovedných obrázků.
 „Sovětská hvězda nás neoslepila.“
Lou Scheper z knihy Renate Scheper 2007,5.55

## Čas národního socialismu

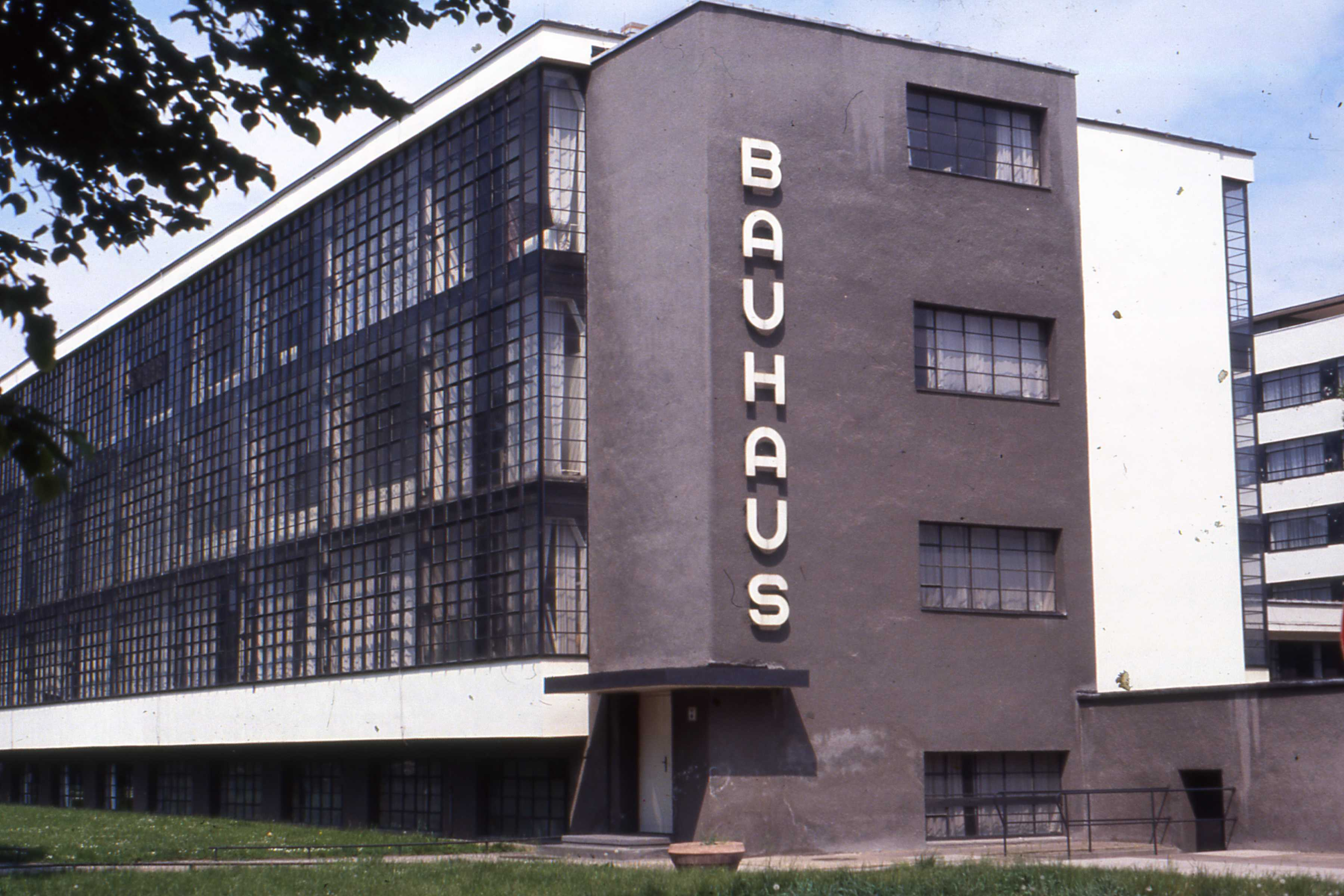
Bauhaus, Dessau, NDR květen 1990

Po dalším krátkém pobytu v Moskvě v roce 1931 se Schepers vrátili do Bauhausu pod novým ředitelem [Ludwig Mies van der Rohe] v Dessau. Když se Bauhaus přestěhoval v roce 1932, přesunuli se také do hlavního města Berlína.
 „Čistě světlé tóny a tmavě jasné tóny, čistě bílá a čistě černá, různě šedá stupnice bez znečištění - to byl svět barev, do kterého se zlomila špatná hnědá, spálená červená Třetí říše. To, co bylo před rokem 1934, bylo rozlité a musí se znovu těžce vynořit, přivedeno do vědomí.“
(Lou Scheper, Rückschau 1971,3, 179)
Vzhledem ke zhoršující se politické situaci v Německu v roce 1932 nebyla další spolupráce se sovětskými kolegy ne možné. 1. října 1932 byl Dessau Bauhaus nedobrovolně a pod vysokým politickým tlakem nacistů uzavřen. Byl používán jako Gaufführerovaškola NSDAP.
Mies van der Rohe chtěl pokračovat s Bauhausu v Berlíně pokračovat vlastními prostředky pod titulem „ Zdarma Institut pro výuku a výzkum" v bývalé továrně Steglitz Telefonní továrna, ale fašisté ho donutili zavřít ústav 20. července 1933. Učitelé museli najít příležitostnou práci. Někteří umělci z Bauhausu emigrovali do Palestinu a s terá USA.
 „Existují dva způsoby, jak reagovat na katastrofy: vystoupíte ze sebe nebo se dostanete dovnitř v sebe.“
Lou Scheper-Berkenkamp, Schlossmuseum Rudolstadt 1948, s. 2
Od uzavření berlínského Bauhausu v roce 1933 pracoval Lou Scheper-Berkenkamp v Berlíně jako malíř na volné noze. V roce 1938 se v Berlíně narodil její syn Dirk. Lou doprovázel Hinnerka na jeho „severoněmeckých reportážních cestách“ a psal texty pro své různé série fotografií krajiny. Represe v roce 1934 proti jejímu manželovi Hinnerkovi, kterému nacisté zakázali vstup nacistické asociace německých obrazových zpravodajů, také způsobily vyschnutí tohoto zdroje příjmů pro rodinu. Soustředili se na barevné schéma veřejných domů, nástěnných maleb a restaurátorských prací. Od roku 1942 do roku 1945 vykonával Scheper vojenskou službu v Německu. Během této doby se Lou postaral o rodinu sám. Vynalezla obrazové příběhy, které se neobjevily jako dětské knihy až v roce 1948 v Leipzig on Ernst Wunderlich Verlag. Rodina přežila válečné roky v naprosté Ústraní. 

## Čas po druhé světové válce
Lou Scheper-Berkenkamp a její děti Britta, Jan Giesbert, Dirk a jejich rodiče, jejichž dům ve Weselu byl válkou zničen, zažili konec války v Badbergenu.
V roce 1945 byl Hinnerk Scheper berlínský Magistrate na hlavu památkové ochrany a země a městakonzervátorovi v Berlíně a jeho manželka Lou ho v jeho práci podporovala.

### Nový začátek pro ně jako básníkamalíř
Od nynějška se vrátila ke své umělecké tvorbě a hledala způsob, jak publikovat dětské knihy. Správný kontakt našla v nakladatelství Ernst Wunderlich v Lipsku s nejlepšími technickými možnostmi pro ofsetový tisk a Ernst Wunderlich byla obdivovatelkou jejího umění.
 „Mohu vyjádřit naději, že začátek naší společné práce poslouží příčině dětské knihy, že budeme moci získat přátele pro vaši práci, a že šťastně přivedeme divné a umělecky atraktivní výtvory vaší ruky do dětského publika." Zajistit vstup […]. “
Nakladatel Ernst Wunderlich výňatek z dopisu LouScheper-Berkenkamp ze dne 28. května 1947 
 „To nebyl obvyklý rozsah elfů a trpaslíků. Medvídek a velikonoční zajíček, ale vzrušující nový, odvážný a veselý, hravý a velkorysý svět. […]
Tyto obrázkové knihy plní životem a pohybem […]. napsal „malíř básníků“, který vytvořil jednotu z textu a obrazu.“ 
Suse Wintgen 1947

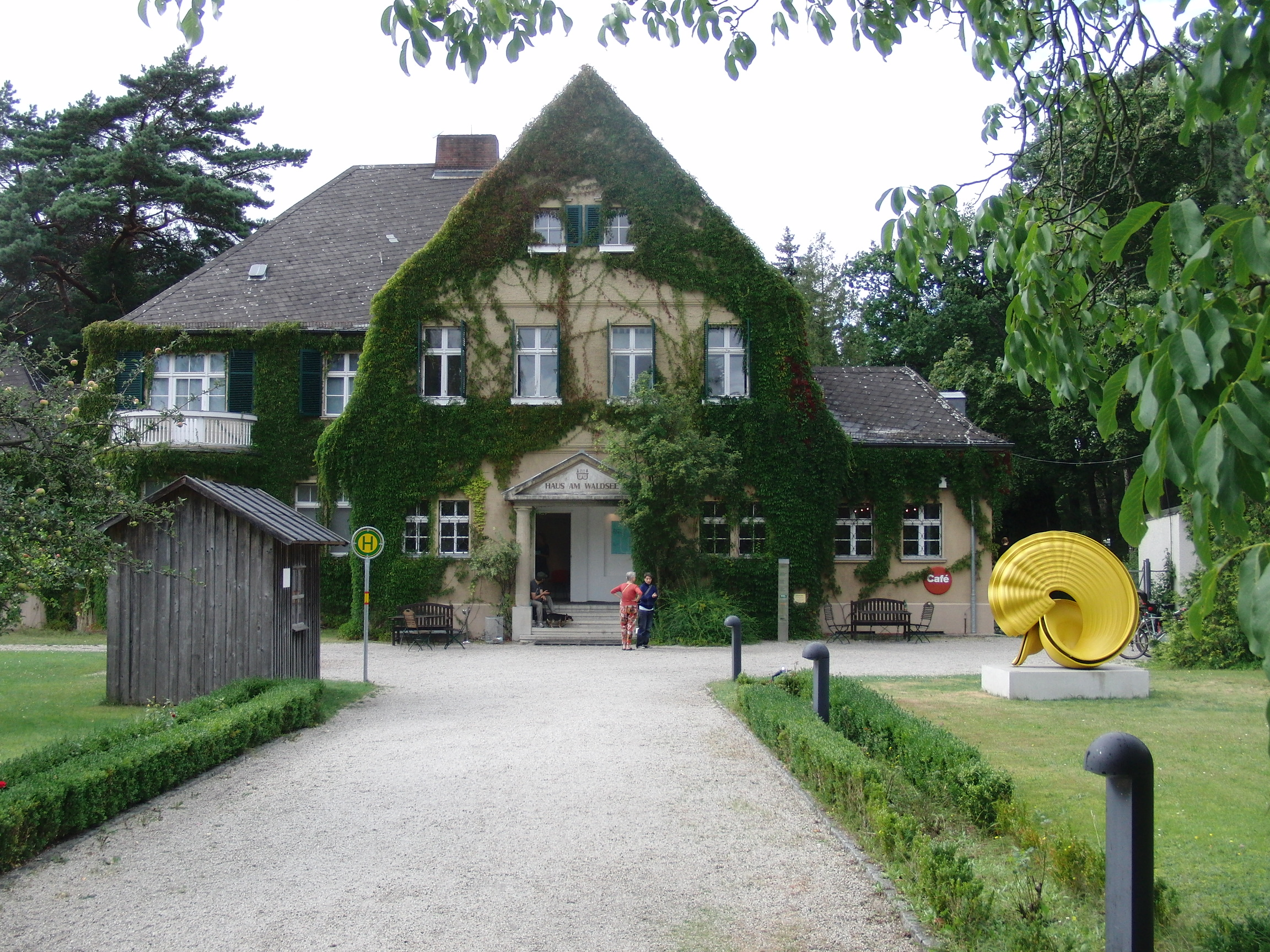
Haus am Waldsee,Berlin

V letech 1950/51 se zúčastnila „výstav originálů obrazových knih“. Její práce byly v Americký dům v Kassel, Darmstadt, Frankfurt nad Mohanem, Gießen, Marburg a Wiesbaden zobrazeno. Tyto americké instituce byly vytvořeny kolem roku 1950 v západním Německu v duchu demokratické vzdělávací práce spojenců. V otevřené, přátelské atmosféře těchto domů dokázaly Louovy nadčasové umělecké obrazové příběhy rozvinout narativní tok jejího umění.

### "The Ring" 1951 Asociace umělců v Berlíně výstavy a nové projekty
V roce 1951 byla Lou Scheper-Berkenkamp jednou ze spoluzakladatelů berlínské asociace umělců „Der Ring“, do níž byla členkou správní rady až do roku 1970. Členové zahrnovali Erhard Groß (1926–2011 Berlín), Wilhelm Peter August Helmstedt (narozen 3. září 1904 ve Wilhelmshavenu, 10. března 1976 v Berlíně), Arno Mohr, Arthur Fauser, Peter Steinforth, Alfred Kubin, Wolf Röhricht, Siegmund Lympasik, Ulrich Knispel, Otto Eglau, Erich Waske, Georg (Gory) von Stryk (* 30. srpna Dorpat; † 14. prosince Berlín), Walter Wellenstein (* 21. května 1898 Dortmund; † 17. říjen 1970 Berlín), Erich Fritz Reuter, Gerhart Schreiter a Hans Szym. Několik let vystavovala se svými uměleckými kolegy v "Haus am Waldsee" v Berlin-Zehlendorf. Kromě vedle ní účasti na výstavách FRG a částečně v zahraničí se Lou Scheper-Berkenkamp aktivně účastnil Profesní sdružení vizuálních umělců v Berlíně. V letech 1956 až 1969 byla společně odpovědná za návrh ročníku Velká berlínská výstava umění. Po smrti Hinnerka Schepera v roce 1957 se Lou Scheper-Berkenkamp ujal svých povinností v oblasti barevného designu v berlínské architektonické krajině. Mimo jiné se podílela na barevném designu interiérů posledního projektu realizovaného Otto Bartningem, dětským domovem v Berlíně, Berliner Philharmonie Hans Scharoun a Egyptské muzeum, různé budovy Walter Gropius v Berlíně Britz, Buckow, Rudow a na berlínském letišti Tegel. Až do své smrti 11. dubna 1976. Lou Scheper-Berkenkamp stále pracovala na barevných koncepcích Scharounovy Berlínské státní knihovna.

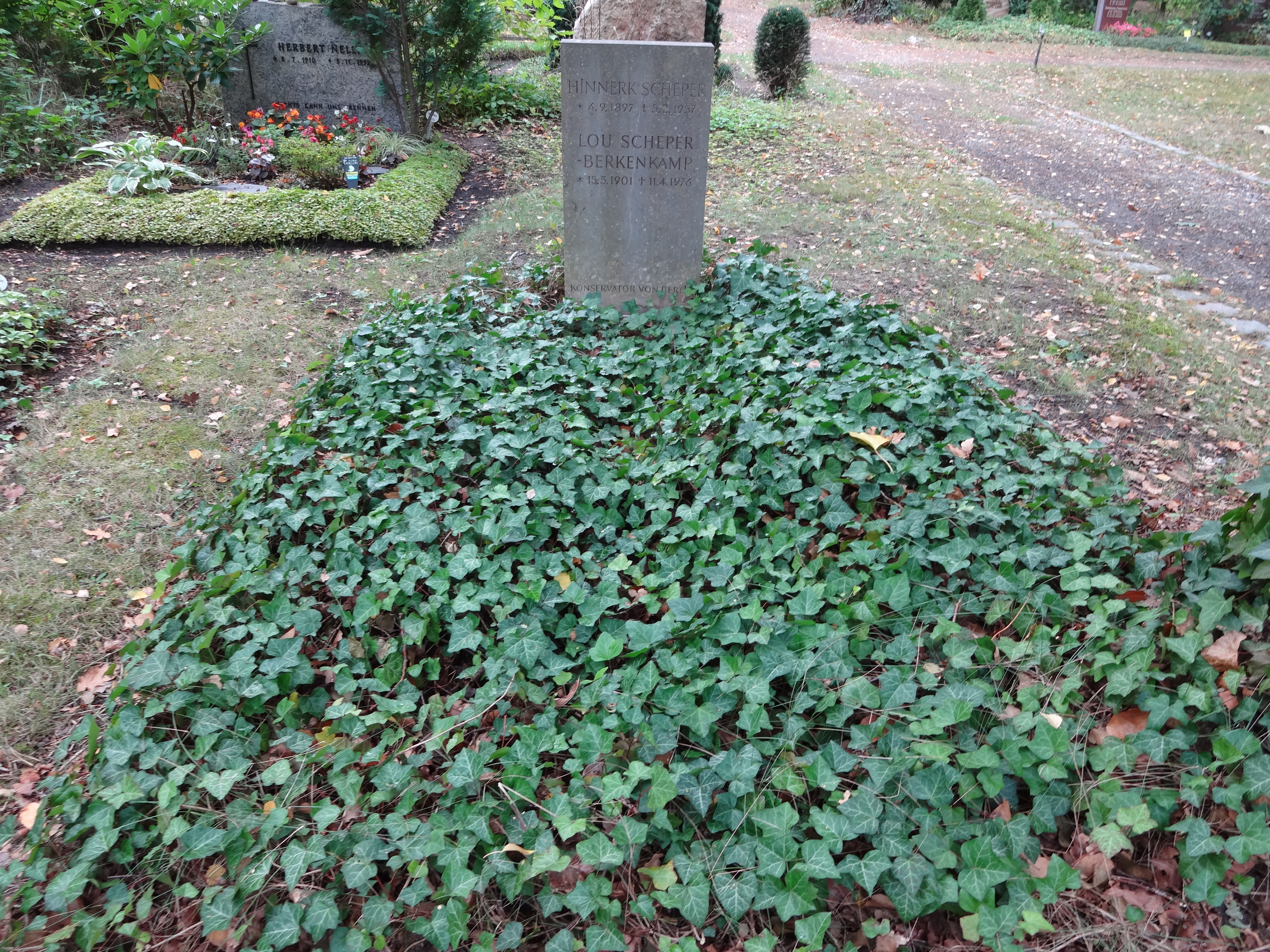
Waldfriedhof Zehlendorf Hinnerk und Lou Scheper

 V architektuře a umění naší doby není nic, co se v Bauhausu necítilo, předem formulované, očekávané, i když se málokdy skončilo, nebo se nezdálo, že by se vždy promýšlolo až do konce. Fragment, bezpochyby tento náš dnes legendární Bauhaus, oslavovaný kouzlem nedokončených. 
Lou Scheper, Rückschau 1971, s. 180

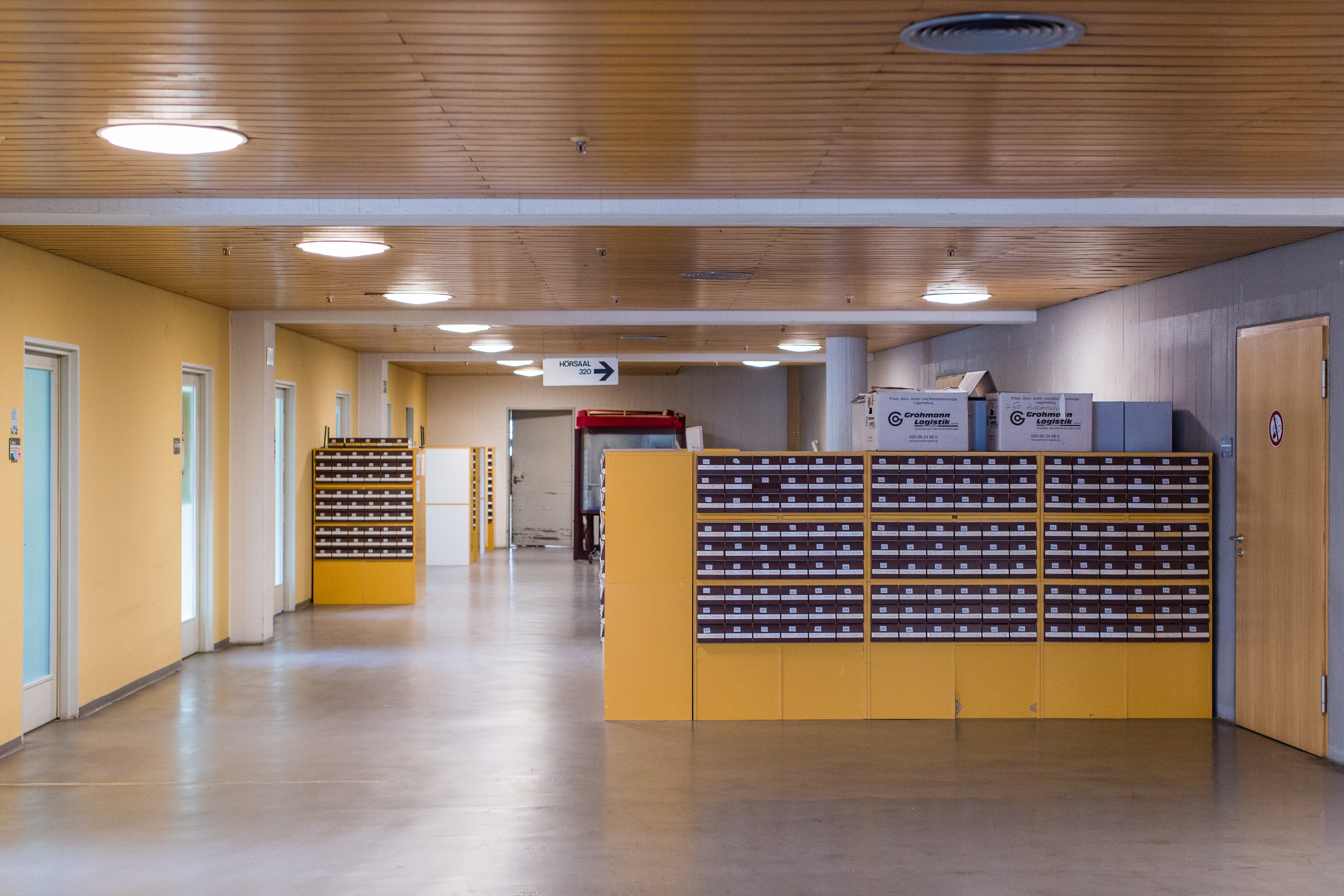
Státní knihovna v Berlíně, barevné schéma Lou Scheper-Berkenkamp poslední práce

Lou Scheper-Berkenkamp zemřel v Berlíně 11. dubna 1976, hrob párů je na Zehlendorfském hřbitově.

## Rodina Scheperů
22. prosince 1922 se provdala za Gerharda Hermanna Heinricha v městském kostele sv. Petra a Pavla ve Výmaru.
Z manželství se vynořily tyto děti:
- Jan Gisbert (7. listopadu 1923)
- Britta (* 28. března 1926; † 14. ledna 2012) [12]
- Dirk (narozen 21. srpna 1938) ženatý Renate Scheper.

## Vlastní literární díla
- Lou Scheper-Berkenkamp Kunstausstellung Mai-Juni 1948 ; Staatl. Schlossmuseum Rudolstadt Autor: Lou Scheper-Berkenkamp; Verlag: Rudolstadt Heidecksburg Direktion des Staatlichen Schloßmuseums 1948
- Lou Scheper: miterlebt und mitgestaltet – vom bauhaus bis heute. In: I-PunktFARBE. Düsseldorf 3/1964.
- Scheper, Lou: Rückschau. In: Neumann, Eckhard (Hrsg.): Bauhaus und Bauhäusler. Erinnerungen und Bekenntnisse. Dumont Taschenbücher. Köln: DuMont 1985 (EA Bern, Stuttgart 1971).
- Das Narkomfin-Kommunehaus in Moskau, 1928–2012: Dom Narkomfina (russisch Дом Наркомфина) – das Haus des Volkskommissariates für Finanzen : und dem ICOMOS – ISC 20C – Madrid Dokument 2011 Autor: Moissei Jakowlewitsch Ginsburg; Hinnerk Scheper; Lou Scheper-Berkenkamp; Johannes Cramer; Anke Zalivako; et al
- Phantastiken : die Bauhäuslerin Lou Scheper-Berkenkamp Autoren: Lou Scheper-Berkenkamp; Annemarie Jaeggi; Edzard Reuter; Dirk Scheper; Renate Scheper; Alle Autoren Verlag Bramsche: Rasch, 2012.
- Wege zur Bewahrung des architektonischen Erbes des 20. Jahrhunderts Autor: M IA. Ginzburg; Hinnerk Scheper; Lou Scheper-Berkenkamp; Johannes Cramer; Anke Zalivako; et al Verlag: Petersberg : Michael Imhof, cop. 2013.

### Obrázková písmena Lou Scheper pro Marie-Luise Betlheimové 1922-1936
- Bilderbriefe : Bauhäuslerin Lou Scheper an Marie-Luise Betlheim : Weimar, Dessau, Berlin, 1922–1936 = (kroatisch Ilustrirana pisma : Baushausovka Lou Scheper za Marie-Luise Betlheim : Weimar, Dessau, Berlin, 1922.-1936. Autor: Lou Scheper-Berkenkamp) Verlag: Zagreb : UPI2M PLUS und Museum für zeitgenössische Kunst, 2015.[13]
- Karte der illustrierten Briefe von Lou Scheper an Marie-Luise Betlheim (kroatisch Mapa ilustriranih pisama Lou Scheper za Marie-Luise Betlheim) Autor: Korana Sutlić Objavljeno (Veröffentlicht): 10.06.2015 um 07:18 Uhr[14]

### Publikované obrázkové knihy
- Knirps, ein ganz kleines Ding. Leipzig: Ernst Wunderlich 1.–25. Ts. 1948. Sechsfarbiger Offsetdruck, 16 S. 10,5×14,8 cm. Geheftet. Nachdruck: Berlin: Bauhaus-Archiv 2012.
- Puppe Lenchen. Leipzig: Ernst Wunderlich 1.–25. Ts. 1948. Sechsfarbiger Offsetdruck,16 S. 10,5×14,8 cm. Geheftet. Nachdruck: Berlin: Bauhaus-Archiv 2012.[15]
- Tönnchen, Knöpfchen und andere. Leipzig: Ernst Wunderlich 1948. Sechsfarbiger Offsetdruck, 12 S. 10,5×14,8 cm. Geheftet.
- Die Geschichten von Jan und Jon und von ihrem Lotsenfisch. Leipzig: Ernst Wunderlich 1948. Achtfarbiger Offsetdruck, 20 S. 29,7×21 cm. Kartoniert

### Nepublikované rukopisy pro dětské knihy
- Bälkchen erzählt seine Geschichte. 1948. Aufl. 15.000. Liz. Nr. 154.20 S. 29,7×21 cm (angekündigt „In Vorbereitung“).
- Die ernsthafte Geschichte von den vertriebenen und wieder versöhnten Gestirnen. Für Kinder von 8–14 Jahren und für deren Eltern, soweit sie noch nicht zu erwachsen sind. Druckgenehmigung des Kulturellen Beirats für das Verlagswesen vom April 1948. Aufl. 20.000. 48 S. 29,7×21 cm (angekündigt „In Vorbereitung“).
- Die Löschblattkinder und ihr Hund. 16 S. (angekündigt 1948).
- Blümchens Abenteuer, eine wunderliche Geschichte. 14 S. (angekündigt 1948).
- Die Geschichte vom eitlen kleinen Mädchen (Entwurf um 1949).
- Sonderbare Reise eines kleinen Mädchens namens Tüttchen und eines namenlosen aber goldenen Kirchturmhahnes (Entwurf um 1949).
- Karneval (Entwurf um 1949).
- Die Geschichte vom letzten Traum eines Kindes (Entwurf um 1949). Leipzig: Ernst Wunderlich 1948. Achtfarbiger Offsetdruck, 20 S. 29,7×21 cm. Kartoniert